# Кевен Хоуг
Кевен Олівер Фентон Хоуг (англ. Cavan Hogue) — австралійський дипломат. Надзвичайний і Повноважний Посол Австралії в СРСР та Росії, в Україні за сумісництвом (1992—1994).

## Життєпис
Закінчив Сіднейський університет і Університет Маккуорі (магістр прикладної лінгвістики). Протягом двох років був співробітником Центру міжнародних відносин у Гарварді (1975/6).
У 1992—1994 рр. — Надзвичайний і Повноважний Посол Австралії в Росії та в Україні за сумісництвом. Був послом Австралії в Мексиці, Верховним комісаром в Малайзії, послом в Таїланді. Працював в Організації Об'єднаних Націй в Нью-Йорку.
Був директором Національного тайського центру в Австралійському національному університеті. Є ад'юнкт-професором у відділі міжнародних зв'язків університету Маккуорі в Сіднеї (Інститут міжнародних досліджень).